# 20 -- 21
20 -- 21 es el primer extended play de la banda mexicana Reik.
El álbum se caracteriza por presentar nuevamente su estilo romántico de balada y pop, después del éxito que tuvo su anterior álbum Ahora el cual fue totalmente a ritmo de música urbana. Asimismo, todas las canciones cuentan con su respectivo videoclip, todos dirigidos por Fernando Lugo.
De este álbum, se desprenden sencillos como: «Pero te conocí» y «Lo intenté todo». En este álbum, está incluida la participación de Jessie Reyez.

## Lista de canciones
| N.º | Título                               | Duración |  |
| 1.  | «Pero te conocí»                     | 3:06     |  |
| 2.  | «Lo mejor ya va a venir»             | 3:37     |  |
| 3.  | «Con la falta que me haces»          | 2:44     |  |
| 4.  | «Lo intenté todo» (con Jessie Reyez) | 3:24     |  |